# エネルコン
エネルコンGmbH（ドイツ語: Enercon GmbH）は、ドイツのニーダーザクセン州アウリッヒに拠点を置く、風力発電機（風力タービン）の製造・販売会社である。エネルコンは世界第4位の風力タービン製造会社であり、ドイツ国内では1990年代以降国内トップのシェアを誇る。エネルコンはドイツ国内（アウリッヒ、エムデン、マクデブルク）のほか、スウェーデン、ブラジル、インド、カナダ、トルコ、ポルトガルに生産拠点を持つ。2011年1月、エネルコンはトラリーにアイルランド本部を設立すると発表した。
2011年7月時点で、エネルコンは20,000基以上の風力タービンの導入実績を持ち、全体で28GWを超える風力発電能力を持つ。最も導入実績の大きい型はE-40であり、1993年にトランスミッションを使用しない構造の先駆けとして開発された。2011年7月時点で、エネルコンは世界市場の7.2％（世界第5位）、ドイツ国内では59.2%のシェアを有している。
エネルコンはイギリスの電力企業Ecotricityに対し風力タービンを供給しており、この中にはイギリスで最も外観の良いタービンとされる、Green Park Business ParkのE-70も含まれている。

## 技術

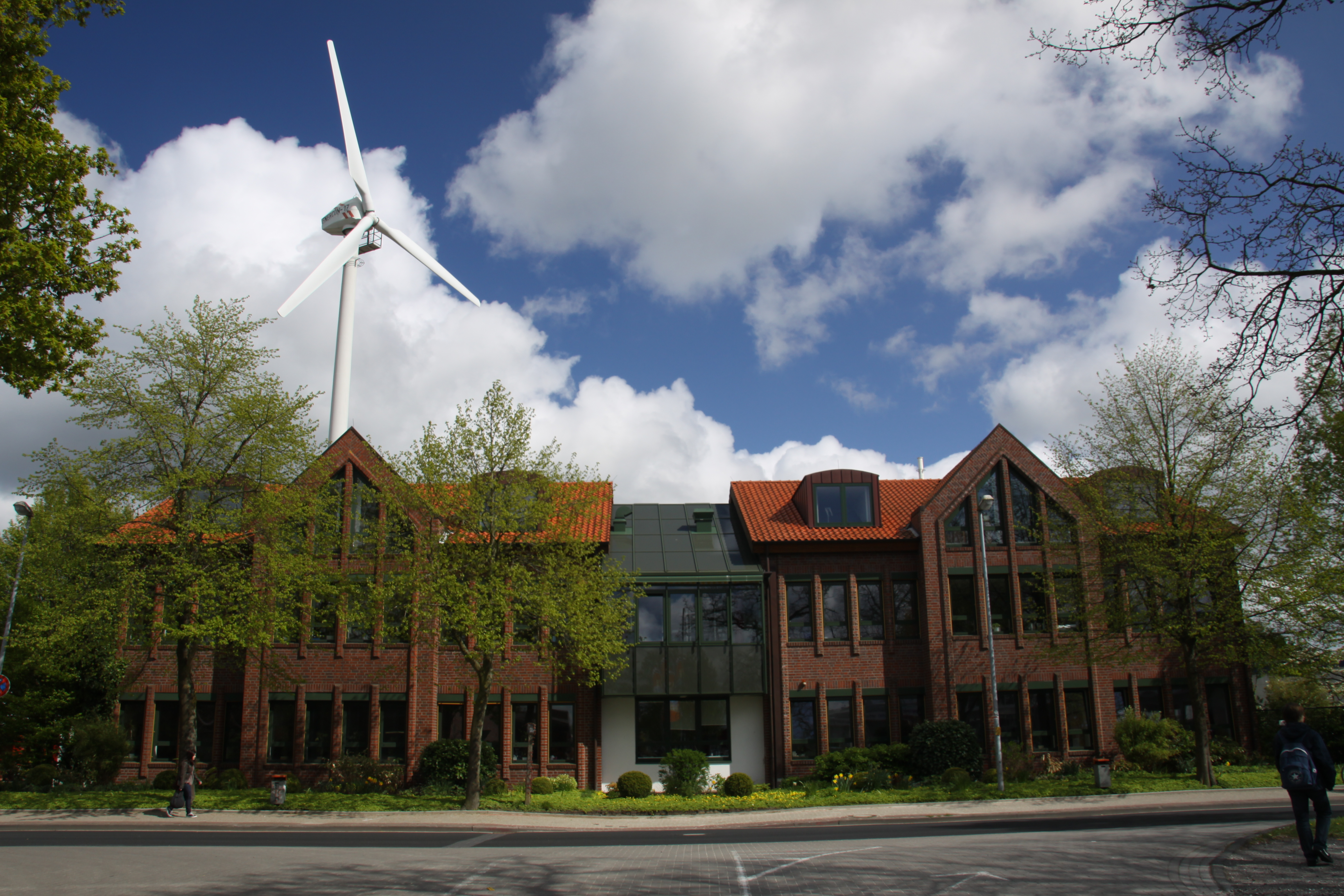
アウリッヒにあるエネルコン本社

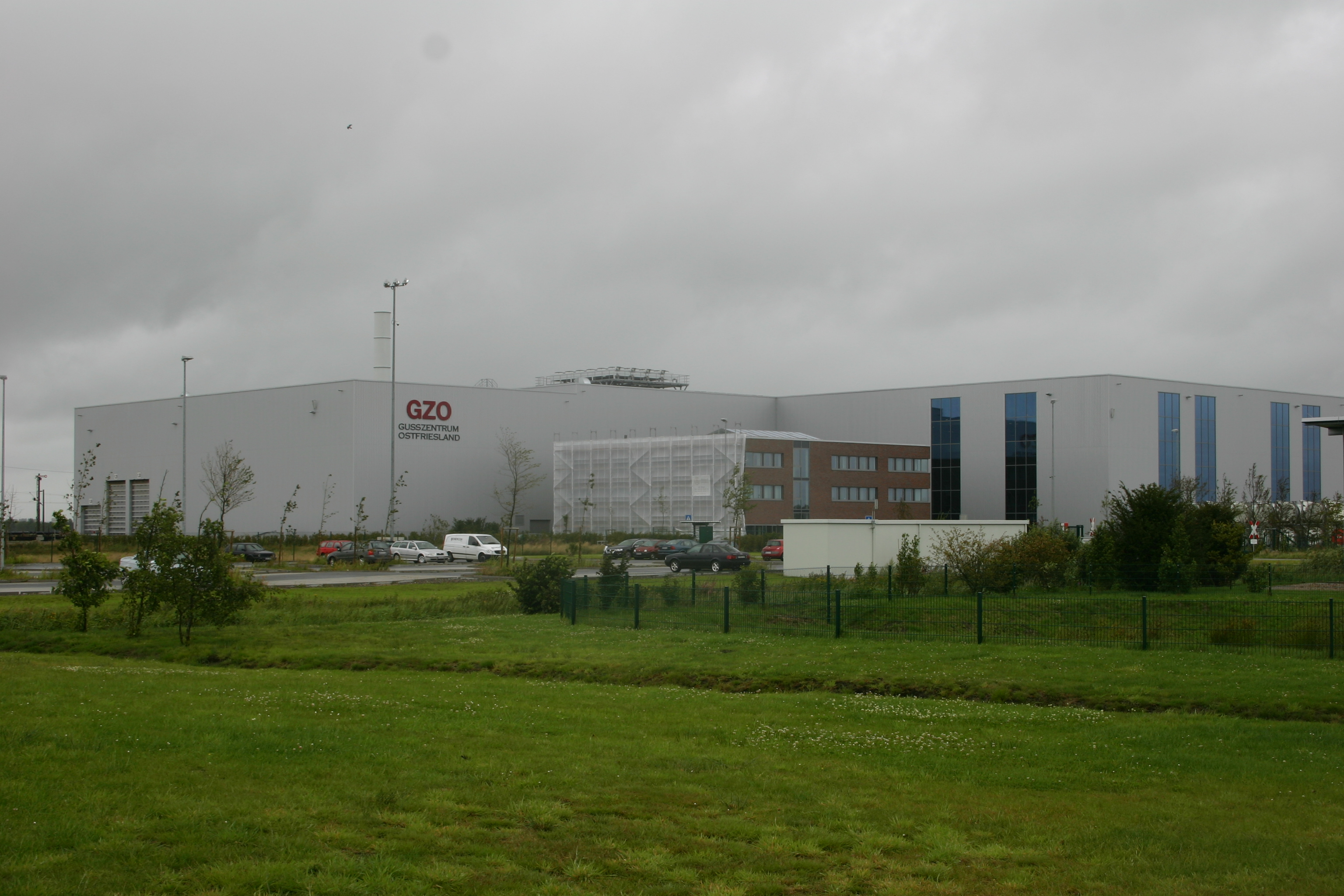
ドイツ国内にあるエネルコンのタービン生産拠点

エネルコンの革新の中核となるものに、トランスミッションの不使用、環形の電動機と組み合わせて使用されたダイレクトドライブ機構がある。これは他の大多数の風力タービンが電動機の回転速度を挙げるため潜在的に信頼性の低いトランスミッションを使用している点と対照的である。エネルコンの風力タービンの特徴としては、他にドロップの形をした電動機（ノーマン・フォスター卿が設計）や周辺の風景と合わせるため緑の環の塗装を施した基幹部分などの独特の設計手法がある。
2008年、初のE-126タービン（E-112の後継機）が、11基のE-126タービンからなるベルギーのエスタンヌ集合型風力発電所を含むドイツとベルギーの様々な場所に導入された。E-126タービンは当初6MWの出力で開発されたが、7.5MWへと出力能力が改良された。E-82タービンもまた改良され出力能力が2、2.3、3MWの型がある。
2002年、最初のエネルコンE-112のプロトタイプがドイツのEgelnで導入され、4.5 MWの出力を記録した。REpowerが5MWを記録するまでの2002年7月から2004年10月までの期間、この型は世界最大の風力タービンであった。2005年末、E-112は6MWの出力を獲得するに至った。
エネルコンは現在のところ、国外プロジェクトに対する風力タービンの提供、供給を行っておらず、時に国外の集合型風力発電所に関する疑念を表明することもある。エネルコンはドイツのAlpha Ventus集合型風力発電所やヴィルヘルムスハーフェンの海岸付近の公園へとタービンを提供する予定があると噂されていたが、これは実現されなかった。

## タービン
| 型番      | 出力               | 直径（m） | 全高（m）                         | 註                                               | 出典                |
| --------- | ------------------ | --------- | --------------------------------- | ------------------------------------------------ | ------------------- |
| (E-15/16) | 55kW               | 15        |                                   | 1984年開発、既に生産終了                         | [ 4 ] [ 15 ] [ 16 ] |
| (E-17)    | 80kW               | 17        |                                   | 1988年開発導入開始、既に生産終了                 | [ 4 ] [ 17 ]        |
| (E-32)    | 100 - 300kW        | 32        |                                   | 1988年開発導入開始、既に生産終了                 | [ 4 ] [ 18 ]        |
| E-33      | 330kW              | 33.4      | 37, 44, 50                        |                                                  | [ 4 ] [ 19 ]        |
| (E-40)    | 500 - 600kW        | 40        |                                   | 初のトランスミッションなしタービン、既に生産終了 | [ 4 ] [ 20 ] [ 21 ] |
| E-44      | 900kW              | 44        | 45, 55                            |                                                  | [ 4 ] [ 19 ]        |
| E-48      | 800kW              | 48        | 50, 55, 56, 60, 65, 76            |                                                  | [ 4 ] [ 19 ]        |
| E-53      | 800kW              | 52.9      | 60, 73                            | 2006年試験機開発                                 | [ 4 ] [ 19 ]        |
| (E-66)    | 1.5MW - 2.0MW      | 66 & 70   |                                   | 1995年試験機開発、既に生産終了                   |                     |
| E-70      | 2.3 MW             | 71        | 57, 58, 64, 70, 74.5, 84, 98, 113 | ダイレクトドライブ                               | [ 4 ] [ 19 ]        |
| E-82      | 2 MW               | 82        | 78, 84, 98, 108                   | ダイレクトドライブ                               | [ 4 ] [ 19 ]        |
| E-82      | 2.3 MW             | 82        | 78, 84, 98, 108, 138              | ダイレクトドライブ                               | [ 4 ] [ 19 ]        |
| E-82      | 3 MW               | 82        | 78, 84, 98, 108, 138              | ダイレクトドライブ                               | [ 4 ] [ 19 ]        |
| E-92      | 2.3 MW             | 92        | 84, 98, 108, 138                  | ダイレクトドライブ 2013年生産開始                | [ 22 ]              |
| E-101     | 3 MW               | 101       | 99, 135, 149                      | ダイレクトドライブ 2011年6月試験機導入開始       | [ 4 ] [ 19 ]        |
| (E-112)   | 4.5 - 6 MW         | 112 & 114 | 108, 124                          | E-126へと移行、生産終了                          | [ 4 ] [ 23 ] [ 24 ] |
| E-115     | 2.5 MW             | 115       | 92.5-149                          | ダイレクトドライブ                               | [ 25 ]              |
| E-126     | 6 MW、現在は7.5 MW | 126       | 135                               | 2007年10月試験機開発                             | [ 4 ] [ 19 ]        |

## 特許をめぐる係争
エネルコンはアメリカ合衆国特許第 5,083,039号侵害の疑いのため、2010年までアメリカ合衆国への風力タービン輸出を禁止されていた。アメリカ国際貿易委員会（ITC）を前にした係争において、エネルコンは特許のアメリカ合衆国国内での有効性に挑戦しなかったが、エネルコンの技術は影響を受けたものではなかったと主張した。ITCは、特許が問題点のある技術を含んでいると裁定、2010年までエネルコンのタービンはアメリカ合衆国の市場から締め出されていた。その後、競争相手であり、ケネテクの後継企業であるゼネラル・エレクトリック社に対しエネルコンが同様の主張をした後、ゼネラル・エレクトリック社との間でクロスライセンスの合意を得た。アメリカ国家安全保障局（NSA）に勤務する者によれば、エネルコンに関する詳細情報はエシュロンを経由してケネテクへと流れていた。エネルコンに対するスパイ行為の目的はアメリカ合衆国の集合型風力発電所へWobbenの電動機技術の詳細を転送・導入することであった。しかし問題点のある特許がスパイ行為が行われる3年前の1991年に登録されていた。

## ギャラリー

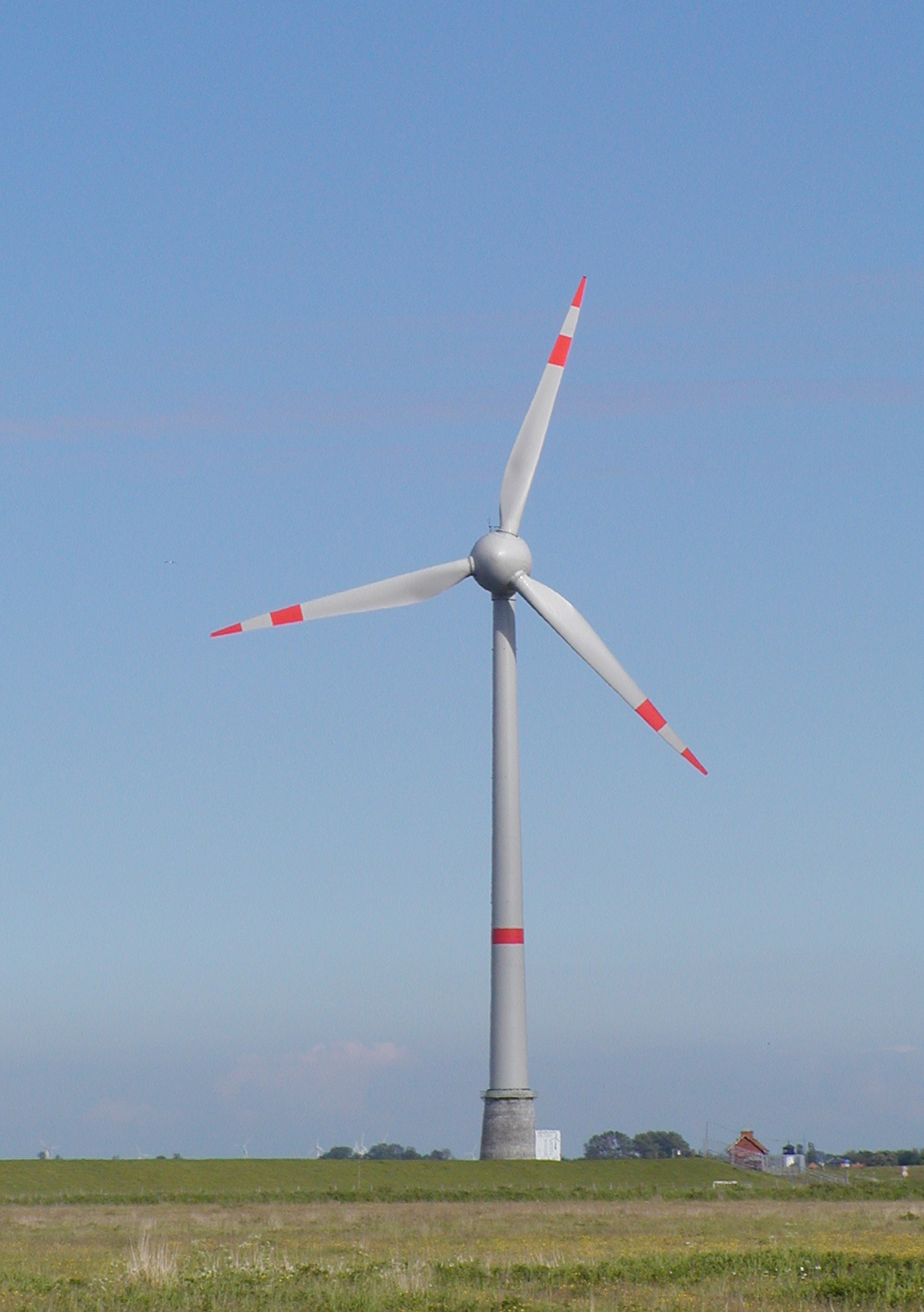
クックスハーフェンにあるE-112
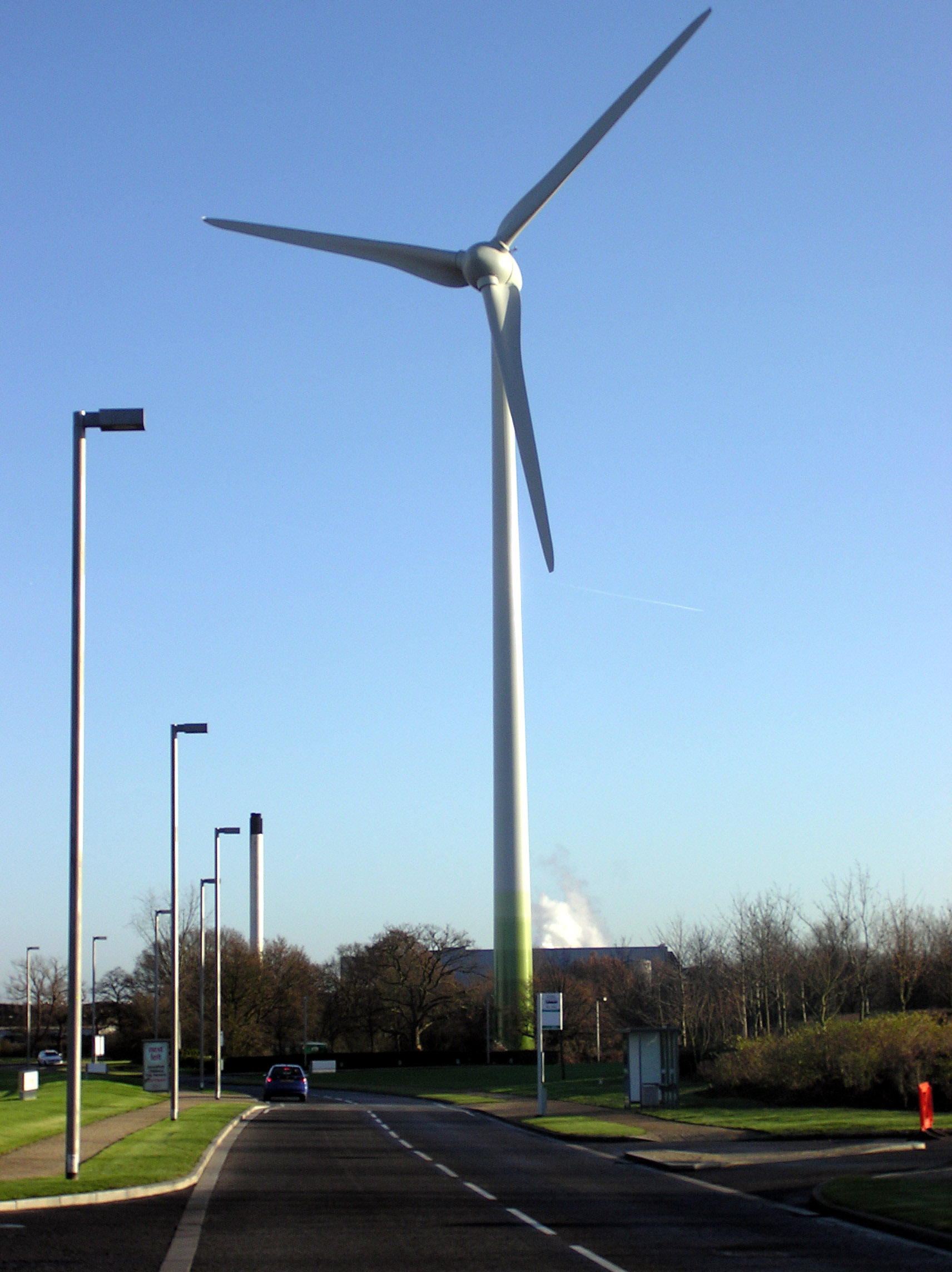
Green Park Business ParkにあるE-70
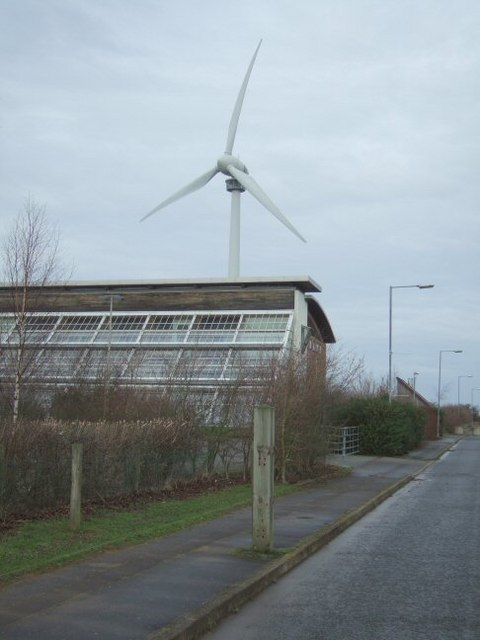
Swaffhamのエコ技術センターにあるE-66
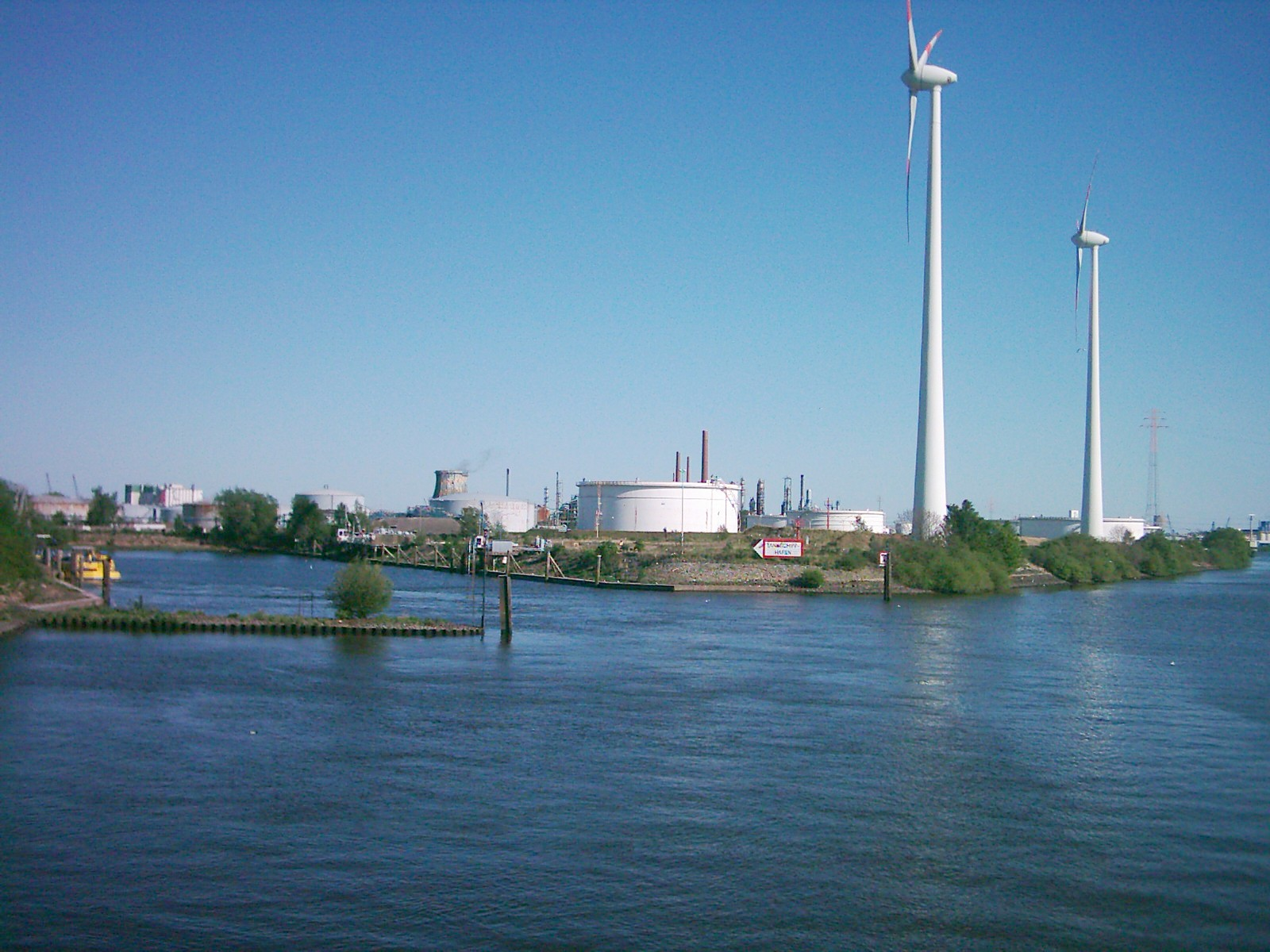
製油所にあるエネルコンの風力タービン
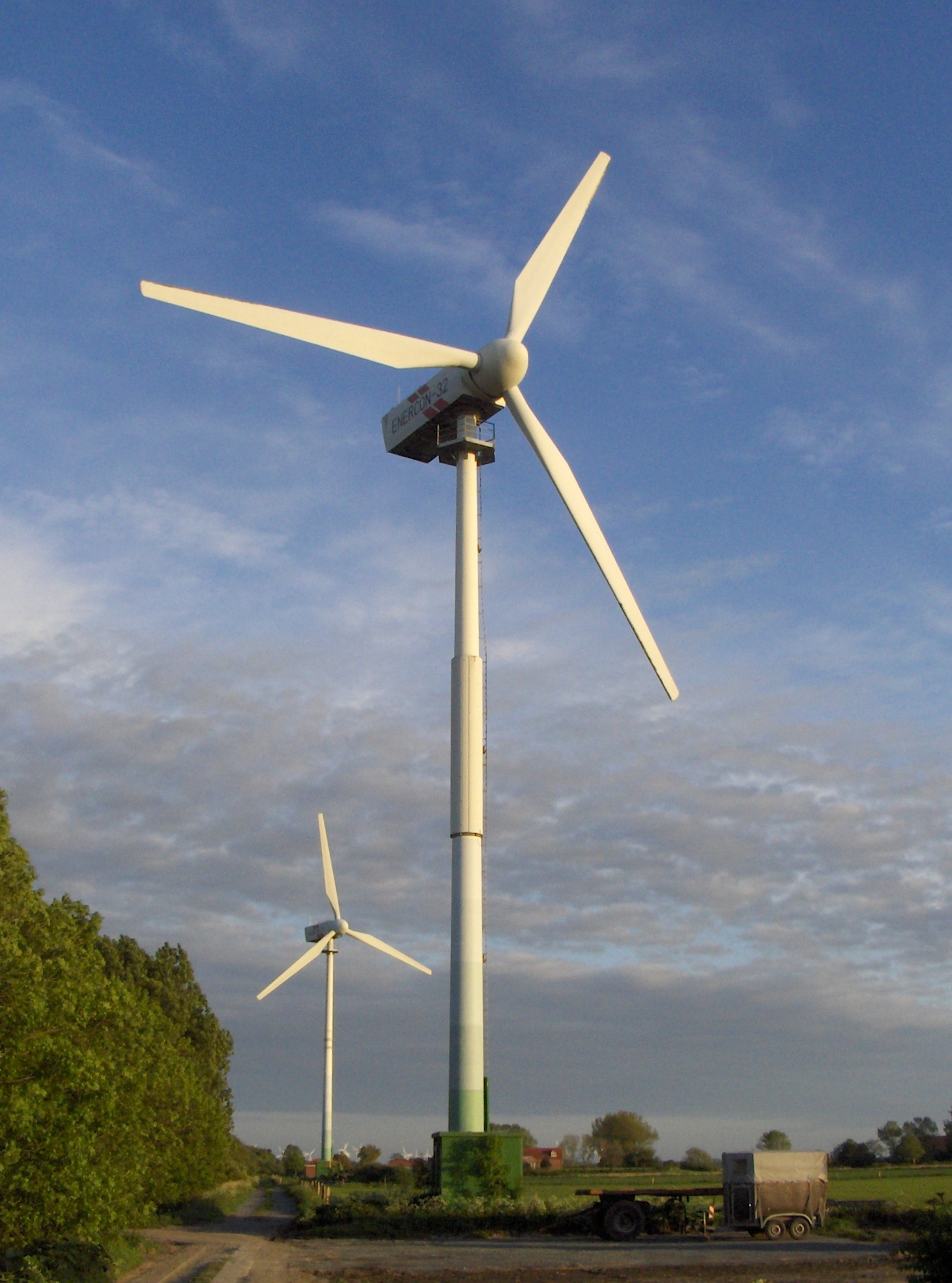
北海沿岸にあるE-32
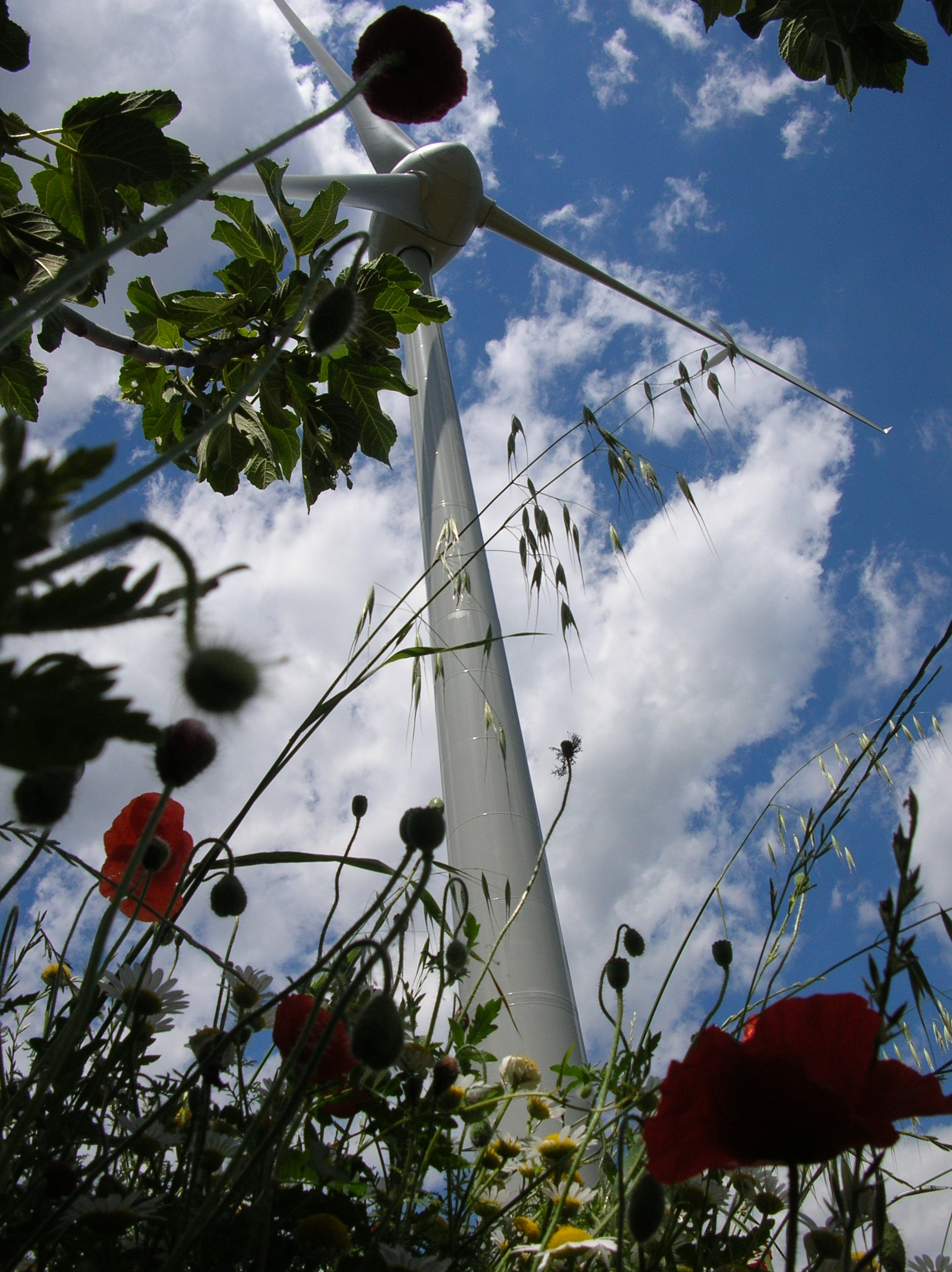
エネルコンE-48、イタリア
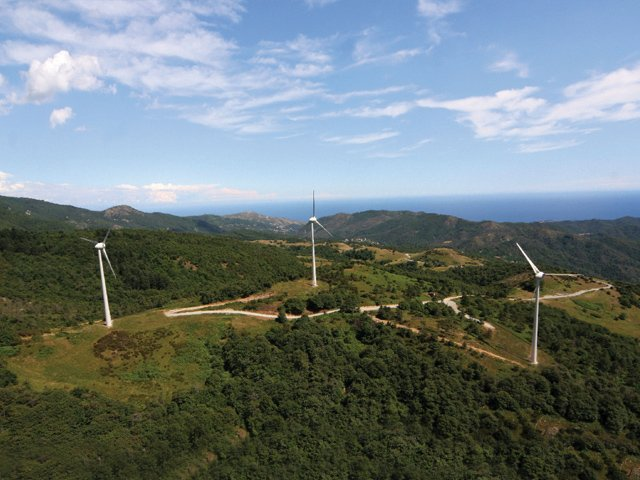
3基のエネルコンE-48、イタリア
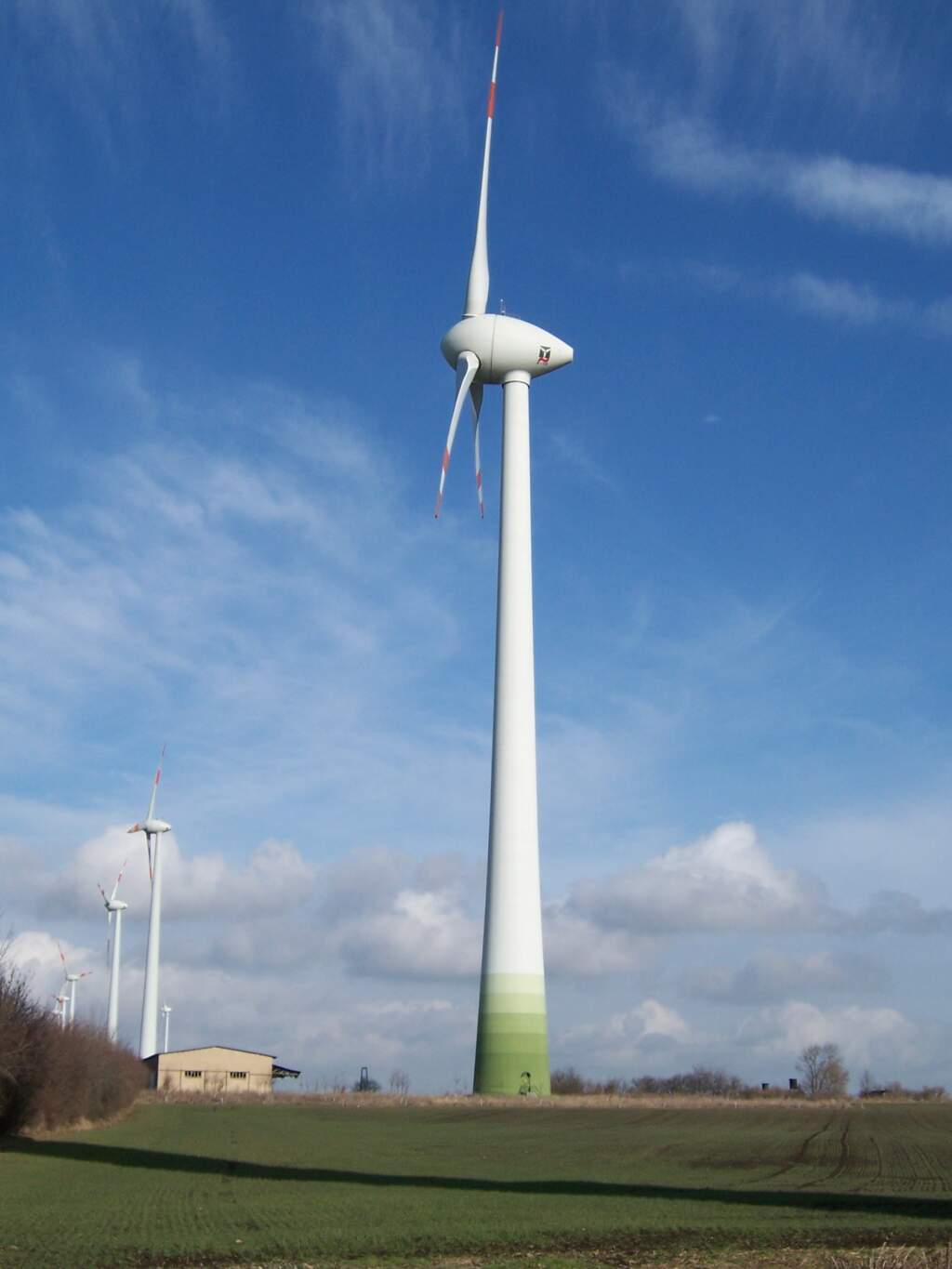
エネルコンE-112
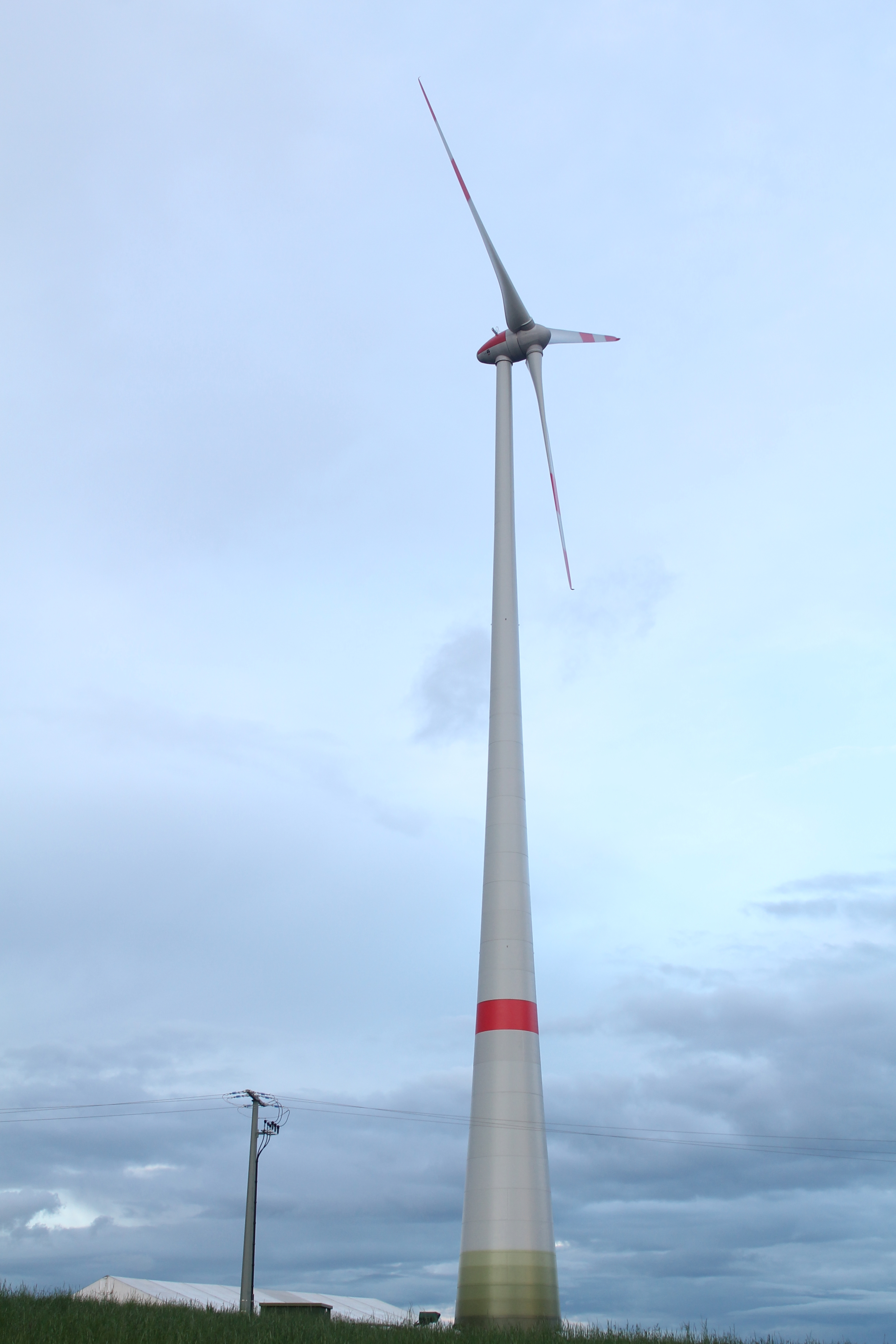
エネルコンE-82
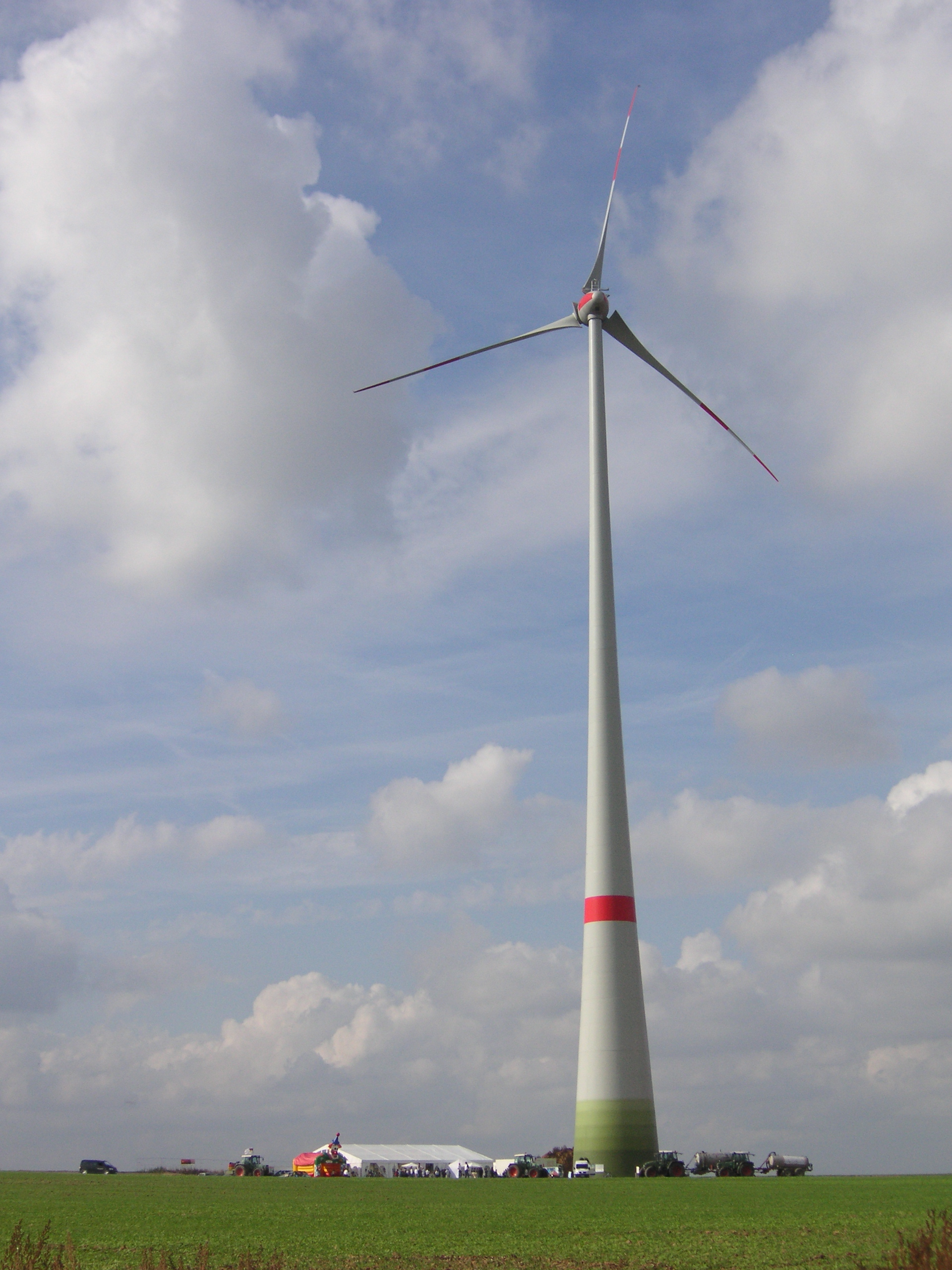
エネルコンE-82
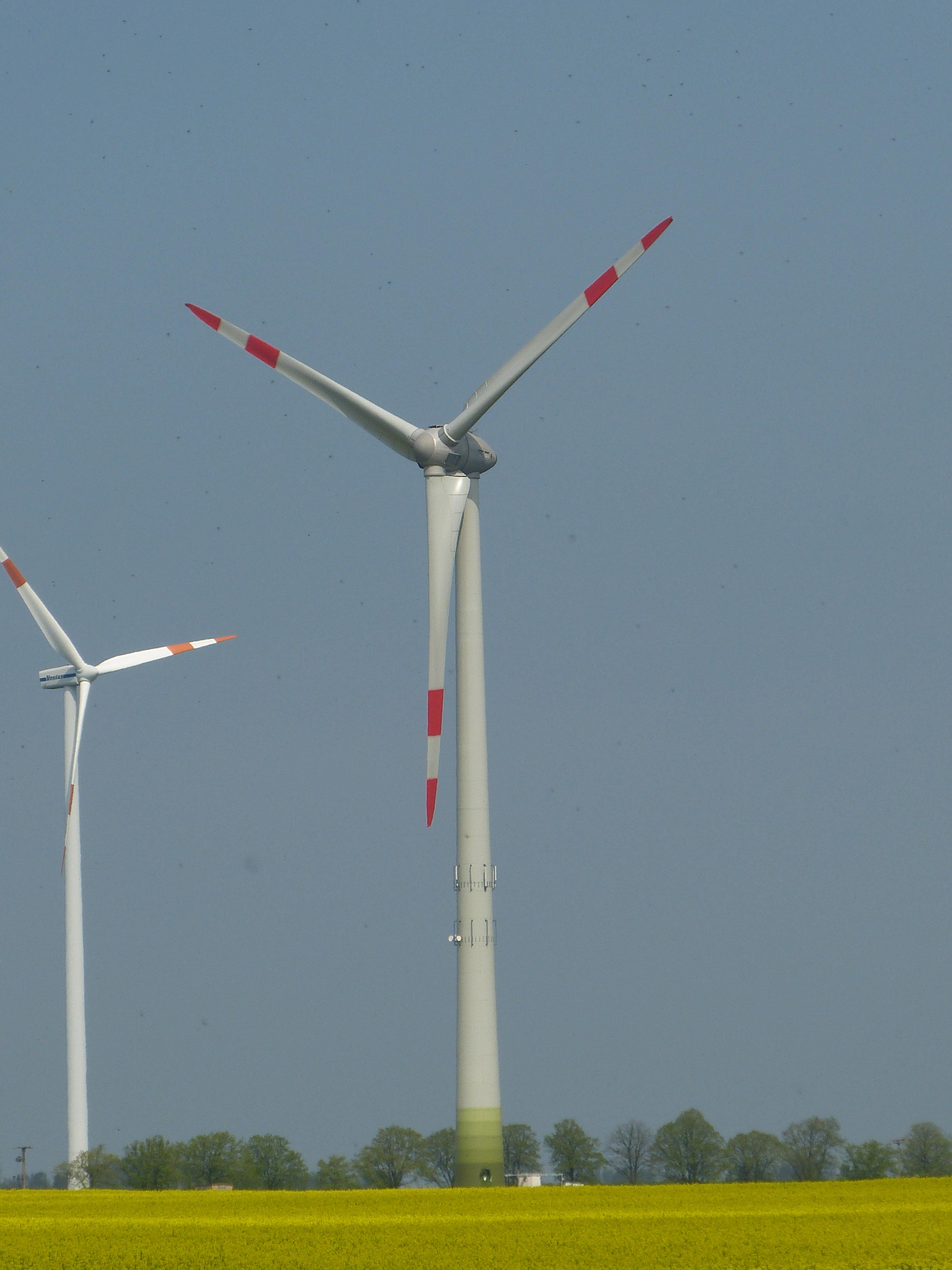
エネルコンE-101
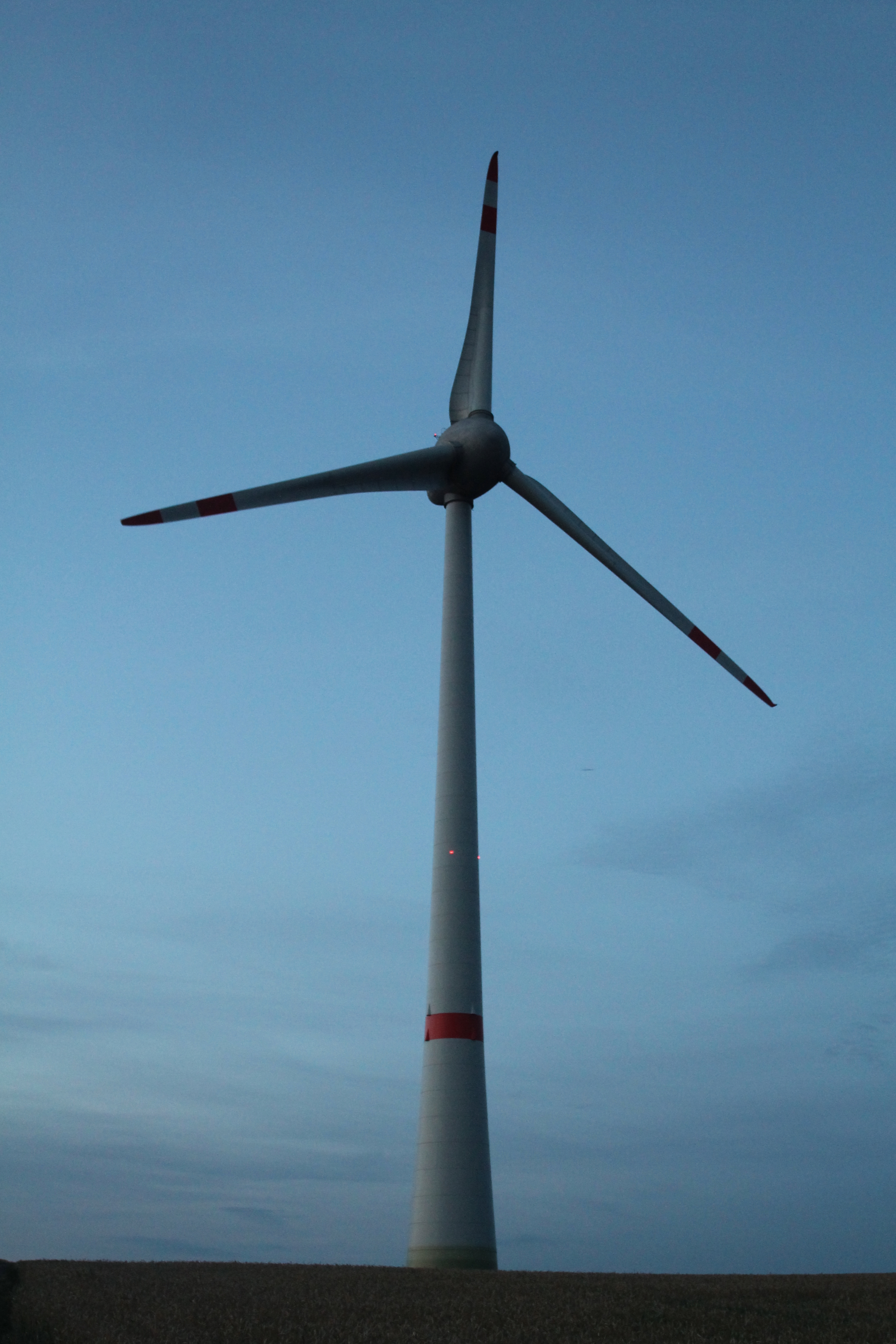
エネルコンE-126